# Grupo Cura-Mallín
El Grupo Cura-Mallín (o Cura Mallín) es un grupo heterogéneo de formaciones volcánicas sedimentarias de edad Oligoceno - Mioceno, Colhuehuaense a Laventense en la clasificación SALMA, en el centro-sur de Chile y partes cercanas de Argentina. Los sedimentos pertenecientes al grupo fueron depositados en un ambiente lacustre y junto a ríos en una cuenca de intraarco. Al sureste de la Laguna del Laja, el Grupo Cura-Mallín tiene un espesor de más de 1,8 km. Los sedimentos que componen el grupo se depositaron en un intervalo entre 22 y 8 millones de años atrás. 
La geografía de los afloramientos del Grupo Cura-Mallín tiene una forma alargada, con una orientación norte-sur.  El grupo se considera un equivalente de la formación Abanico, ya sea como una extensión meridional o como un equivalente lateral de dicha formación.

## Estratigrafía y miembros
Se han propuesto varios esquemas de subdivisión para la unidad Cura-Mallín desde la década de 1980. En 1983, Niemeyer y Muñoz identificaron a dos miembros; el Miembro Río Queuco, superpuesto por el Miembro Malla Malla. En dos publicaciones publicadas en 1995 y 1997, Suárez y Emperan dividieron la Formación Cura-Mallín en dos miembros diacrónicos: Guapitrío y Río Pedregoso. A su vez, Utgé et al. (2009) propusieron una subdivisión en un Miembro Arroyo Pincheira, y un Miembro Lumabia, respectivamente superior e inferior.
En una revisión de 2017, Cura-Mallín, otrora considerada una formación, se redefinió como grupo dada su gran variedad de litologías. Los miembros Guapitrío y Río Pedregoso de Suárez y Emperan se reconsideraron como formaciones de acuerdo con este esquema. Además, este nuevo esquema incluyó a la Formación Mitrauquén que se superpone a las Formaciones Guapitrío y Río Pedregoso como una tercera formación en el grupo. 

## Cuenca de Cura-Mallín
Varios geólogos consideran a la cuenca Cura-Mallín la cuenca sedimentaria donde se depositó la formación, una cuenca extensional que se desarrolló en la franja occidental de la cuenca Neuquina, que es mucho más grande, mientras que otros la consideran una cuenca de retroarco . En el Mioceno Superior la cuenca sedimentaria experimentó una inversión tectónica. En relación con otras cuencas sedimentarias cercanas del Mioceno y Oligoceno, la cuenca Cura-Mallín ha sido la más investigada. Uno de los lugares donde aflora es en el cerro Rucañanco, al sureste de Lonquimay.

## Contenido fósil
El grupo contiene abundantes fósiles de mamíferos que incluyen peces óseos, aves y mamíferos como roedores, marsupiales, Mylodontidaes y Notoungulatas.
| Grupo     | Fósiles | Notas         |
| --------- | --- | ------------- |
| Mamíferos | Heteropsomyinae (aff. Acarechimys) sp. , Dasyproctidae (aff. Alloiomys) sp., Prolagostomus sp., Caviomorpha indet., Dasypodidae indet., Typotheria indet. | [ 8 ]         |
| Mamíferos | Paedotherium minor, Acarechimys sp., aff. Alloiomys sp., ? Hegetotherium sp., aff. Incamys sp., Luantus sp., Maruchito sp., Prostichomys sp., Protacaremys sp., cf. Protypotherium sp., Sipalocyon sp., Abderitidae indet., Astrapotheria indet., Astrapotheriidae indet., Caviomorpha indet., Dasypodidae indet., Eocardiidae indet., Hegetotheriinae indet., Interatheriinae indet., Pachyrukhinae indet., Toxodontidae indet., Typotheria indet. | [ 9 ] [ 10 ]  |
| Mamíferos | Colpodon antucoensis, Acarechimys sp., Luantus sp., Protacaremys sp., Protypotherium sp., Sipalocyon sp., Echimyidae indet. | [ 11 ] [ 12 ] |
| Anfibios  | Rhinella sp. | [ 7 ]         |
| Peces     | Nematogenys cuivi | [ 13 ]        |

## Geología económica
La proximidad del grupo Cura-Mallín a los estratovolcanes de Tolhuaca y Lonquimay lo ha convertido en un reservorio de energía geotérmica de interés económico. De todas las unidades, el miembro Rucañanco de la formación Guapitrío ha sido considerado como el con el potencial de reservorio geotérmico más promisorio.